# سه آرزو
سه آرزو (انگلیسی: The Three Wishes) یک فیلم کمدی رمانتیک ایتالیایی به کارگردانی جورجو فرونی و کورت گرون است که در سال ۱۹۳۷ منتشر شد.

## بازیگران
- لوئیزا فریدا
- فبو ماری
- لدا گلوریا
- کامیلو پیلوتو
- فرانکو کوپ
- آلدو سیلوانی
- اُلگا کاپری
- میراندا بونانسئا
- کورت گرون
- دینا رومانو
- آنتونیو چنتا
- انریکو گلوری
- جوزپه پیه‌روتسی